# 大丈夫/最上の船頭
「大丈夫/最上の船頭」（だいじょうぶ/もがみのせんどう）は、2019年3月12日に発売された氷川きよしの35枚目のシングル。

## 解説
- 氷川のデビュー20周年記念シングル[1][2][3]。カップリング曲が異なるA〜Iタイプがリリースされた。

## 収録曲

### Aタイプ
出典→
1. 大丈夫 [04:15]
作詞：森坂とも、作曲：水森英夫、編曲：石倉重信
2. 最上の船頭 [04:39]
作詞：松岡弘一、作曲：水森英夫、編曲：伊戸のりお
3. 越後の雪次郎 [05:00]
作詞：松岡弘一、作曲：水森英夫、編曲：石倉重信
4. 大丈夫（オリジナル・カラオケ） [04:15]
5. 最上の船頭（オリジナル・カラオケ） [04:39]
6. 越後の雪次郎（オリジナル・カラオケ） [05:00]
7. 大丈夫（半音下げオリジナル・カラオケ） [04:15]
8. 最上の船頭（半音下げオリジナル・カラオケ） [04:39]
9. 越後の雪次郎（半音下げオリジナル・カラオケ） [04:57]

### Bタイプ
出典→
1. 大丈夫 [04:15]
作詞：森坂とも、作曲：水森英夫、編曲：石倉重信
2. 最上の船頭 [04:39]
作詞：松岡弘一、作曲：水森英夫、編曲：伊戸のりお
3. 惚れたがり [04:15]
作詞：麻こよみ、作曲：水森英夫、編曲：伊戸のりお
4. 大丈夫（オリジナル・カラオケ） [04:15]
5. 最上の船頭（オリジナル・カラオケ） [04:39]
6. 惚れたがり（オリジナル・カラオケ） [04:15]
7. 大丈夫（半音下げオリジナル・カラオケ） [04:15]
8. 最上の船頭（半音下げオリジナル・カラオケ） [04:39]
9. 惚れたがり（半音下げオリジナル・カラオケ） [04:11]

### Cタイプ
出典→
1. 大丈夫 [04:15]
作詞：森坂とも、作曲：水森英夫、編曲：石倉重信
2. 最上の船頭 [04:39]
作詞：松岡弘一、作曲：水森英夫、編曲：伊戸のりお
3. きよしのよさこい鴎 [04:05]
作詞：菅麻貴子、作曲：桧原さとし、編曲：伊戸のりお
4. 大丈夫（オリジナル・カラオケ） [04:15]
5. 最上の船頭（オリジナル・カラオケ） [04:39]
6. きよしのよさこい鴎（オリジナル・カラオケ） [04:05]
7. 大丈夫（半音下げオリジナル・カラオケ） [04:15]
8. 最上の船頭（半音下げオリジナル・カラオケ） [04:39]
9. きよしのよさこい鴎（半音下げオリジナル・カラオケ） [04:01]

### Dタイプ
出典→
1. 大丈夫 [04:15]
作詞：森坂とも、作曲：水森英夫、編曲：石倉重信
2. 最上の船頭 [04:39]
作詞：松岡弘一、作曲：水森英夫、編曲：伊戸のりお
3. あなたがいるから [04:59]
作詞・作曲：塩野雅、編曲：野中"まさ"雄一
4. 大丈夫（オリジナル・カラオケ） [04:15]
5. 最上の船頭（オリジナル・カラオケ） [04:39]
6. あなたがいるから（オリジナル・カラオケ） [04:59]
7. 大丈夫（半音下げオリジナル・カラオケ） [04:15]
8. 最上の船頭（半音下げオリジナル・カラオケ） [04:39]
9. あなたがいるから（半音下げオリジナル・カラオケ） [04:56]

### Eタイプ
出典→
1. 大丈夫 [04:15]
作詞：森坂とも、作曲：水森英夫、編曲：石倉重信
2. 最上の船頭 [04:39]
作詞：松岡弘一、作曲：水森英夫、編曲：伊戸のりお
3. カシスソーダを飲みながら [04:35]
作詞・作曲：永井龍雲、編曲：萩田光雄
4. 大丈夫（オリジナル・カラオケ） [04:15]
5. 最上の船頭（オリジナル・カラオケ） [04:39]
6. カシスソーダを飲みながら（オリジナル・カラオケ） [04:36]
7. 大丈夫（半音下げオリジナル・カラオケ） [04:15]
8. 最上の船頭（半音下げオリジナル・カラオケ） [04:39]
9. カシスソーダを飲みながら（半音下げオリジナル・カラオケ） [04:33]

### Fタイプ
出典→
1. 大丈夫 [04:15]
作詞：森坂とも、作曲：水森英夫、編曲：石倉重信
2. 最上の船頭 [04:39]
作詞：松岡弘一、作曲：水森英夫、編曲：伊戸のりお
3. きよしの令和音頭 [03:48]
作詞：かず翼、作曲：桧原さとし、編曲：矢田部正
4. 大丈夫（オリジナル・カラオケ） [04:15]
5. 最上の船頭（オリジナル・カラオケ） [04:39]
6. きよしの令和音頭（オリジナル・カラオケ） [03:48]
7. 大丈夫（半音下げオリジナル・カラオケ） [04:15]
8. 最上の船頭（半音下げオリジナル・カラオケ） [04:39]
9. きよしの令和音頭（半音下げオリジナル・カラオケ） [03:45]

### Gタイプ
出典→
1. 大丈夫 [04:15]
作詞：森坂とも、作曲：水森英夫、編曲：石倉重信
2. 最上の船頭 [04:39]
作詞：松岡弘一、作曲：水森英夫、編曲：伊戸のりお
3. 天地人 [05:02]
作詞：朝倉翔、作曲：宮下健治、編曲：石倉重信
4. hug [04:10]
作詞：石井克明、作曲：木根尚登、編曲：佐藤準
5. 大丈夫（オリジナル・カラオケ） [04:15]
6. 最上の船頭（オリジナル・カラオケ） [04:39]
7. 天地人（オリジナル・カラオケ） [05:02]
8. hug（オリジナル・カラオケ） [04:10]
9. 天地人（半音下げオリジナル・カラオケ） [05:02]
10. hug（半音下げオリジナル・カラオケ） [04:07]

### Hタイプ
出典→
1. 大丈夫 [04:15]
作詞：森坂とも、作曲：水森英夫、編曲：石倉重信
2. 最上の船頭 [04:39]
作詞：松岡弘一、作曲：水森英夫、編曲：伊戸のりお
3. 恋初めし [04:04]
作詞・作曲：永井龍雲、編曲：萩田光雄
4. hug [04:10]
作詞：石井克明、作曲：木根尚登、編曲：佐藤準
5. 大丈夫（オリジナル・カラオケ） [04:15]
6. 最上の船頭（オリジナル・カラオケ） [04:39]
7. 恋初めし（オリジナル・カラオケ） [04:04]
8. hug（オリジナル・カラオケ） [04:10]
9. 恋初めし（半音下げオリジナル・カラオケ） [04:05]
10. hug（半音下げオリジナル・カラオケ） [04:07]

### Iタイプ
出典→
1. 大丈夫 [04:15]
作詞：森坂とも、作曲：水森英夫、編曲：石倉重信
2. 最上の船頭 [04:39]
作詞：松岡弘一、作曲：水森英夫、編曲：伊戸のりお
3. 確信 [03:25]
作詞・作曲：塩野雅、編曲：Nao
4. hug [04:10]
作詞：石井克明、作曲：木根尚登、編曲：佐藤準
5. 大丈夫（オリジナル・カラオケ） [04:15]
6. 最上の船頭（オリジナル・カラオケ） [04:39]
7. 確信（オリジナル・カラオケ） [03:25]
8. hug（オリジナル・カラオケ） [04:10]
9. 確信（半音下げオリジナル・カラオケ） [03:24]
10. hug（半音下げオリジナル・カラオケ） [04:07]